# 無約束力決議
無約束力決議 (附帶決議) 是指由合議性團體通過，但不能進一步成為法律的一份書面議案。決議的實質內容，可以是任何一般可以作為議案的主題。
這類的決議常常用來表示該團體贊成或反對某事物，不然的話他們不能就此投票，可能因為這是屬於另一個司法管轄區域處理的事務或受到憲法保障。例如支持國家的軍隊參與戰役的決議，雖然決議沒有法律效力，但是決議獲得通過的話，可以給予道德支持。